# Scinax staufferi
Scinax staufferi là một loài ếch trong họ Nhái bén.
Nó được tìm thấy ở Belize, Costa Rica, El Salvador, Guatemala, Honduras, México, và Nicaragua.
Các môi trường sống tự nhiên của chúng là các khu rừng khô nhiệt đới hoặc cận nhiệt đới, các khu rừng vùng núi ẩm nhiệt đới hoặc cận nhiệt đới, xavan ẩm, đồng cỏ nhiệt đới hoặc cận nhiệt đới vùng ngập nước hoặc lụt theo mùa, đầm nước ngọt, đầm nước ngọt có nước theo mùa, vùng đồng cỏ, vườn nông thôn, các khu rừng trước đây bị suy thoái nặng nề, ao, và kênh đào và mương rãnh.

## Hình ảnh

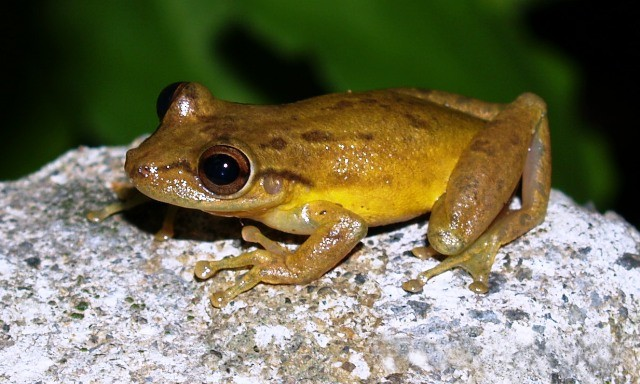
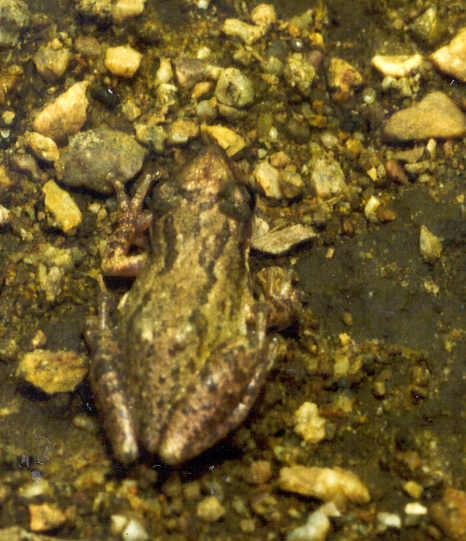
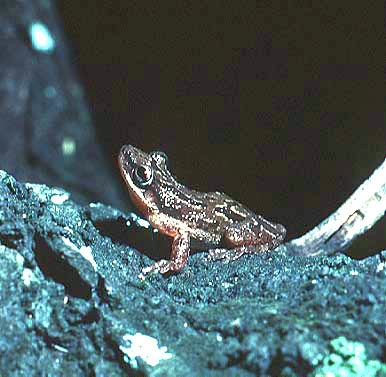